# Skolklass

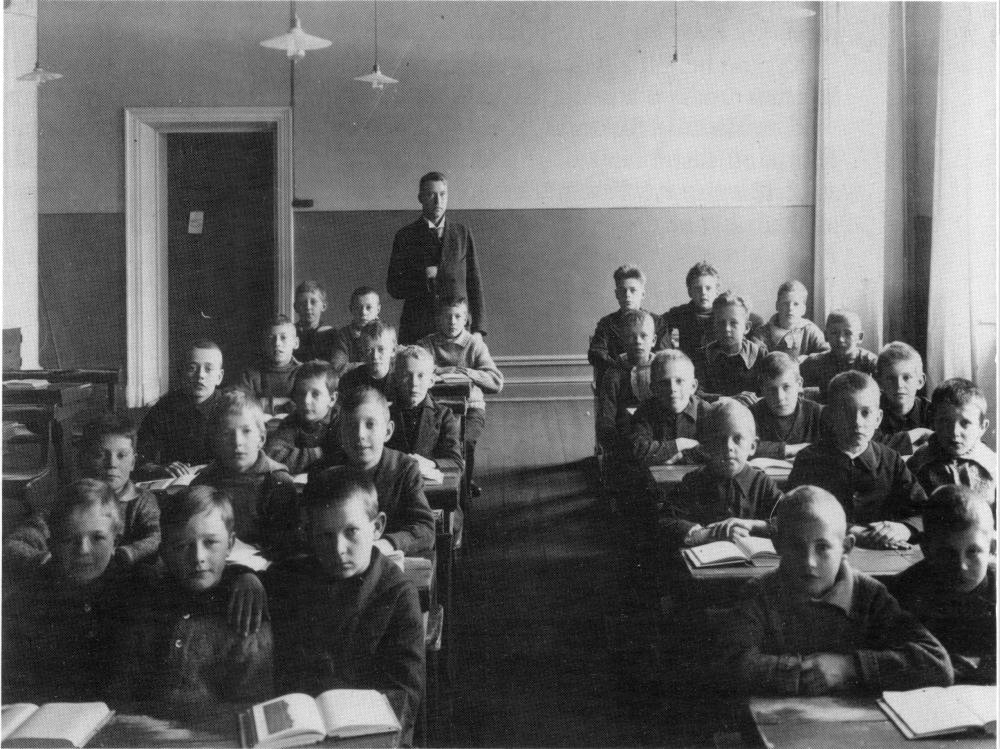
En pojkklass i Norrköping 1922.

Skolklass eller klass kallas en grupp elever som följs åt under en skolutbildning. Klasser som läser samma årskurs under ett läsår kallas parallellklasser. I helklass undervisar en lärare hela klassen medan en halvklass är uppdelad så att halvorna undervisas av olika lärare eller vid olika tidpunkter. På lägre skolstadier är skolklasserna oftast mer enhetliga, även om gruppindelning kan förekomma. På högre stadier kan det på grund av tillvalsämnen och inriktningar bli så att klassen enbart gemensamt undervisas av sin klassföreståndare i något enstaka ämne, medan andra lektioner kan ges i sammansatta grupper med elever från olika klasser.

## Historik
Klasser infördes i den svenska folkskolan 1864.

## Internationella jämförelser
Inom OECD var den genomsnittliga klasstorleken i årskurs 1-6 ca 22 elever år 2003. Sydkorea hade de största klasserna med i genomsnitt 35 elever per klass. Danmark och Luxemburg hade lägst antal, knappt 20. Samma undersökning visade också att "högstadieklasserna" inom OECD-området (årskurs 7-9) i genomsnitt hade ca 24 elever..
Ett problem då man mäter och jämför klasstorlekar är dock att undervisningen ofta sker i smågrupper, snarare än i helklass.

## Klassföräldrar
I vissa skolor organiseras verksamheten med så kallade klassföräldrar, då elevernas föräldrar har hand om vissa saker, till exempel utflykt och liknande. Olika föräldrar är klassföräldrar olika läsår.

### Fotnoter
1. ↑  Den svenska skolans historia#Folkskolan
2. 1 2  http://www.scb.se/statistik/_publikationer/UF0526_2005A01_BR_06_UF100OP0501.pdf SCB:s skolstatistik